# 영감 (감정)

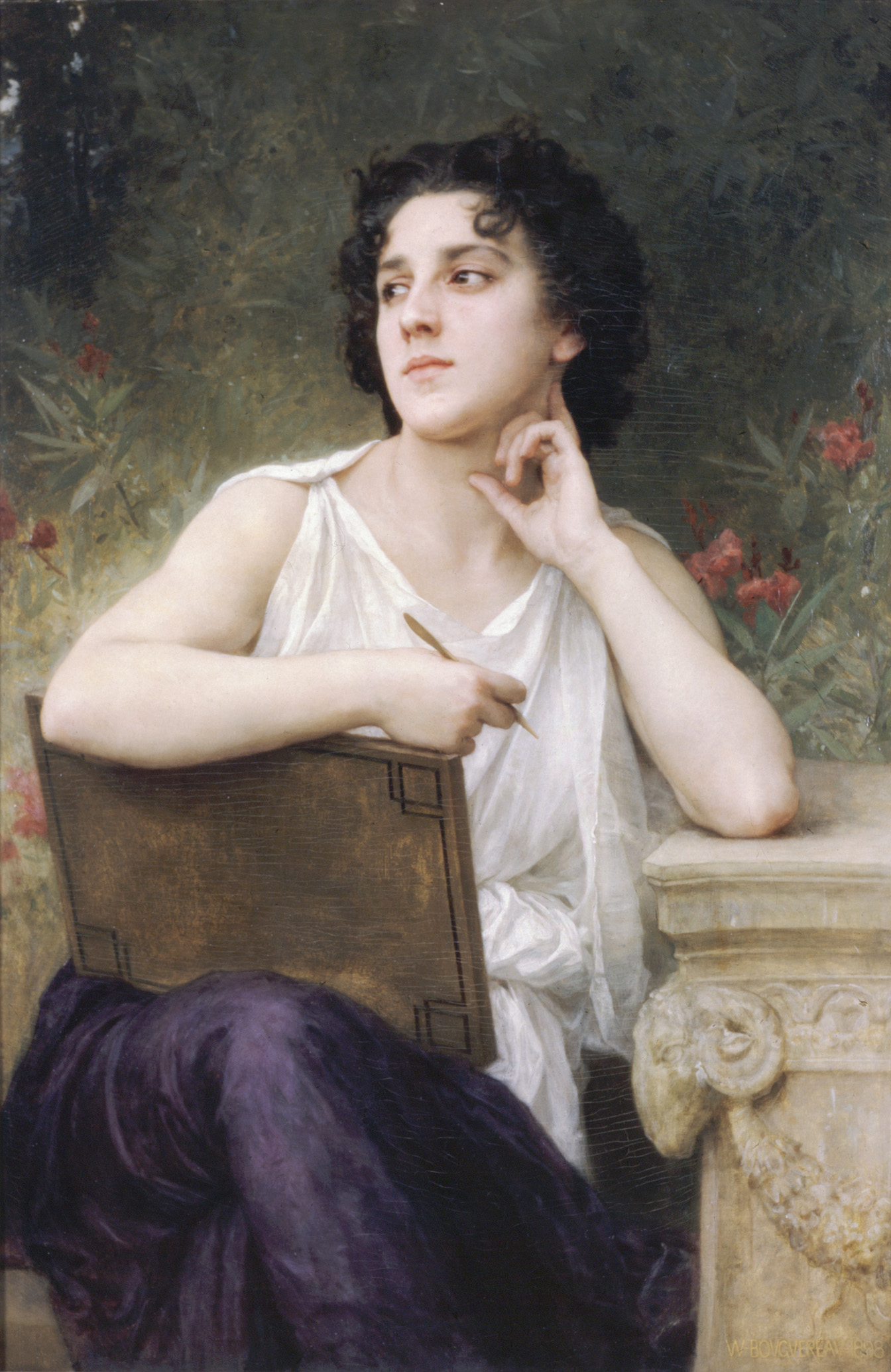
윌리암 아돌프 부그로의 그림 《영감》 (1898년 작품)

영감(靈感, 문화어: 령감, Inspiration)은 신의 계시를 받은 듯한 감정을 가리킨다. 또한 신이 된 듯한 인간의 예감이나 느낌, 초자연적인 감각, 영혼에 대한 감각을 느끼는 마음의 기능을 의미한다. 도리 (이지적인 사고 과정 등)를 거치지 않은 채로, 무언가가 직감적으로 인지되는 심리적 상태를 의미한다.
또, 이러한 본래의 의미에서 변해, 예술가·철학자·과학자 등이 설명하기 어려운 형태로 얻은 착상, 번쩍임도 가리키게 되었다.

## 개설
영감은 예를 들면 다음과 같은 상태로 볼 수 있다. 하나는 단식, 불면 (신불하기 위해 일정 기간 신사나), 수행에 의한 피로 등의 생리적 조건, 및 산 안・신전・심야의 시간대라는 환경적 조건을 마련하고, 불필요한 의식 활동・이지적 활동을 지워 가는 것으로 얻을 수 있는 경우이다. 또 하나는, 영능자라 말해지는, 천성적으로 무의식적 활동에 들어가기 쉬운 인물이 그것을 얻고 있는 경우가 있다.
즉 성직자나 예언자, 승려 등의 종교가가 수행이나 깨달음의 결과로서 신불로부터의 계시를 얻는 경우와 원래 선천적으로 영능자로서 영감을 얻는 자질을 가지고 있는 경우가 있다는 것이다. 또, 기도에 의해 신・불로부터의 반응을 얻을 수 있는 경우도 있다.
성서 등 많은 종교서가 영감을 기초로 쓰여져 있다.

## 성서의 영감 (Inspiration)
계시 (Revelation), 영감 (Inspiration), 정전 (Canon 캐논)의 3어는, 서로 관련한 크리스트교 용어이다.
계시
사람이 이성적인 추구에 따라서는 파악하지 않는 신에 관한 진리, 영원히 관한 진리, 구해에 관한 진리 등을, 신은 그 예언자나 사도를 통하고, 사람에게 말해진신의 행위, 또, 그 결과를 가리킨다. 진리의 '내용'에 관련되고 있다. '계시'에서의 '계'란 '연다'의 뜻이다.
영감
신에 의해서 개명되어서 나타난 진리를 '기술'하고, 기자에 대해서 주어진 성령의 간섭이다. 사람은 잘못을 범하는 사람이지만, 그러한 인간이, 신의 진리를 적어, 전달하기에 즈음하고, 신은, 영감을 기자에게 주어 그들이 정확, 또 충분히 계시 내용을 적을 수 있도록 한다. 이것이 성령에 의한 영감의 기능이다. <디모테오에게 보낸 둘째 편지> 3장 16절에 의하면,
* '(성서는) 모두,' (“πασα”)로 있듯이, 영감은, 성서 전권에 이르고 있다.
* '신의 영감에 의한 것으로, , ,' (“θεοπνυστος”)는 그리스어에서는, 신에 의해서 '숨 셔 지다'라고의 의미로, 인간적인 저작에 신이 영감을 더했다는 것보다도, 성서 자체, 즉, 그 진리 내용이, 신에 의해서 주어진 것을 주장하는 것이다.
정전
그처럼 신의 '영감'을 받았다고 판단된 책의 수집을 찌른다. '영감'이라는 것 가리켜 (캐논)에 의해서 측정해져 그 기준에 맞았으므로, 그리스도자의 '신앙과 실천과의 유일한 규범(척도)'이라고 여겨진 것을 의미한다.
성서는, 이와 같이 '계시'의 책, '영감'의 책, 그리고, '정전'적인 책이므로, 초대 교회 이래, 특히, 종교 개혁 이후, 신교도제 교회에서는, 크리스트교 신앙과 실천의 유일한 규범, 즉 '신의 말'로서 권위 있는 것으로 받아 두어 왔다. 이러한 성서관에 서는 교회・교파, 또, 기독교인을 '복음주의'라고 해, 20세기 초두, 이것과 다른 성서관을 가지고, 성서에 비판적인 신학, 성서학의 전개를 보인 것이 '자유주의' 진영이다. 후자는, 계시, 영감이라는 초자연적인 개념은 일절 부정해 받아 들이지 않는 입장이다.

## 문학에서의 영감
문학에서는, 어느 작품으로부터 번쩍임 (영감)을 받고, 창작한다고 말하는 것이 자주 있다. 영어의 inspire로, '(사람을) ~할 생각에 시킨다'라는 의미이다. 추리소설 등에서는, 외국 작품에 의한 인스파이어가 많다. 나카가미 겐지의 일련의 작품은, 호조 다미오에게 인스파이어 되어 쓰여졌다고 한다.

## 과학자의 영감
과학의 발전은, 한편으로 충실한 연구와 실험의 반복에 의한다고도 하지만, 그 한편으로 '콜럼버스의 알'과 같은 번쩍임이 과학사를 자주 바꿔 왔다.

## 영감이 붙는 작품
- 조화의 영감  L'estro Armonico - 비발디의 바이올린 협주곡집. 작품 3. 12의 협주곡으로부터 된다.
- 영감 야마칸 육감 - 아사히 방송 (ABC TV)이 제작하고 있던 퀴즈 프로그램.

## 같이 보기
- 심령현상
- 빙의
- 집단 패닉
- 영감 상법
- 신비주의
- 종교의 기원 - 원시 종교
- 뉴미너스
- 영험
- 마나